# مسجد چاله فرس
مسجد چاله فرس مربوط به دوره قاجار است و در کاشان، خیابان باباافضل، کوچه شهیدواحدپور، کوچه چاله فرس واقع شده و این اثر در تاریخ ۱۱ مرداد ۱۳۸۴ با شمارهٔ ثبت ۱۲۳۲۳ به‌عنوان یکی از آثار ملی ایران به ثبت رسیده است.